# Klatschmohn-Stink-Pippau
Der Klatschmohn-Stink-Pippau (Crepis foetida subsp. rhoeadifolia), auch Mohnblatt-Pippau genannt, ist eine Unterart der Art Stink-Pippau (Crepis foetida) in der Gattung Pippau (Crepis) in der Unterfamilie der Cichorioideae innerhalb der Familie der Korbblütler (Asteraceae). Sie ist in Europa, Westasien und im Kaukasus weitverbreitet.

## Beschreibung

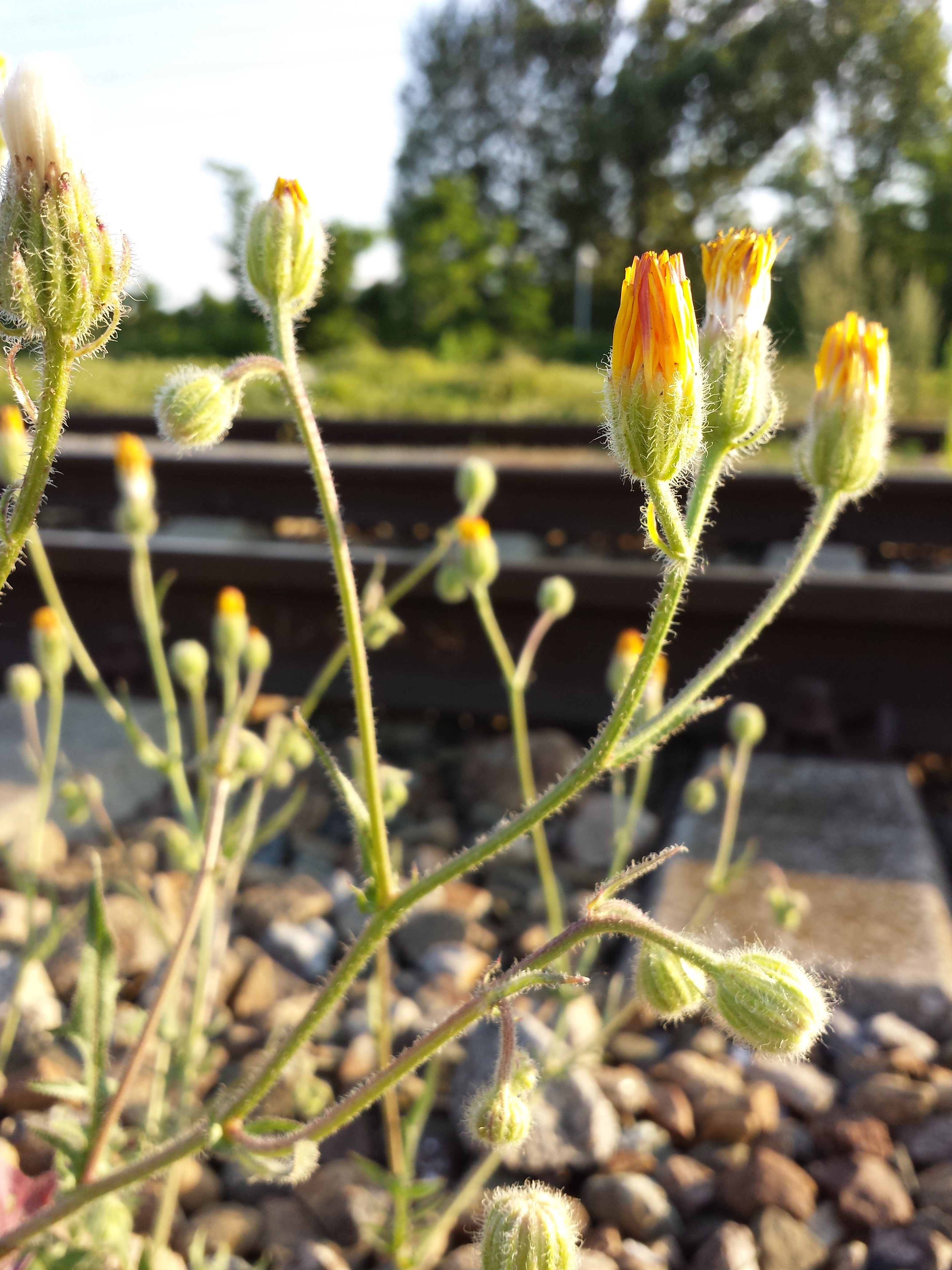
Ausschnitt eines Gesamtblütenstandes mit einigen Blütenkörben, gut sind auch die Hüllblätter zu erkennen

### Vegetative Merkmale
Der Klatschmohn-Stink-Pippau ist eine einjährige bis zweijährige krautige Pflanze die typischerweise Wuchshöhen zwischen 20 und 40 Zentimeter erreicht. Der karbolähnlich riechende Milchsaft gibt allen Pflanzenteilen, besonders der Wurzel, einen unangenehmen Geruch. Alle oberirdischen Pflanzenteile sind behaart. Die  Laubblätter sind fiederschnittig bis weitbuchtig gezähnt, die Spreite der unteren Laubblätter ist in den Blattstiel verschmälert während die oberen Laubblätter mit einem geöhrten Grund am Stängel sitzen.

### Generative Merkmale

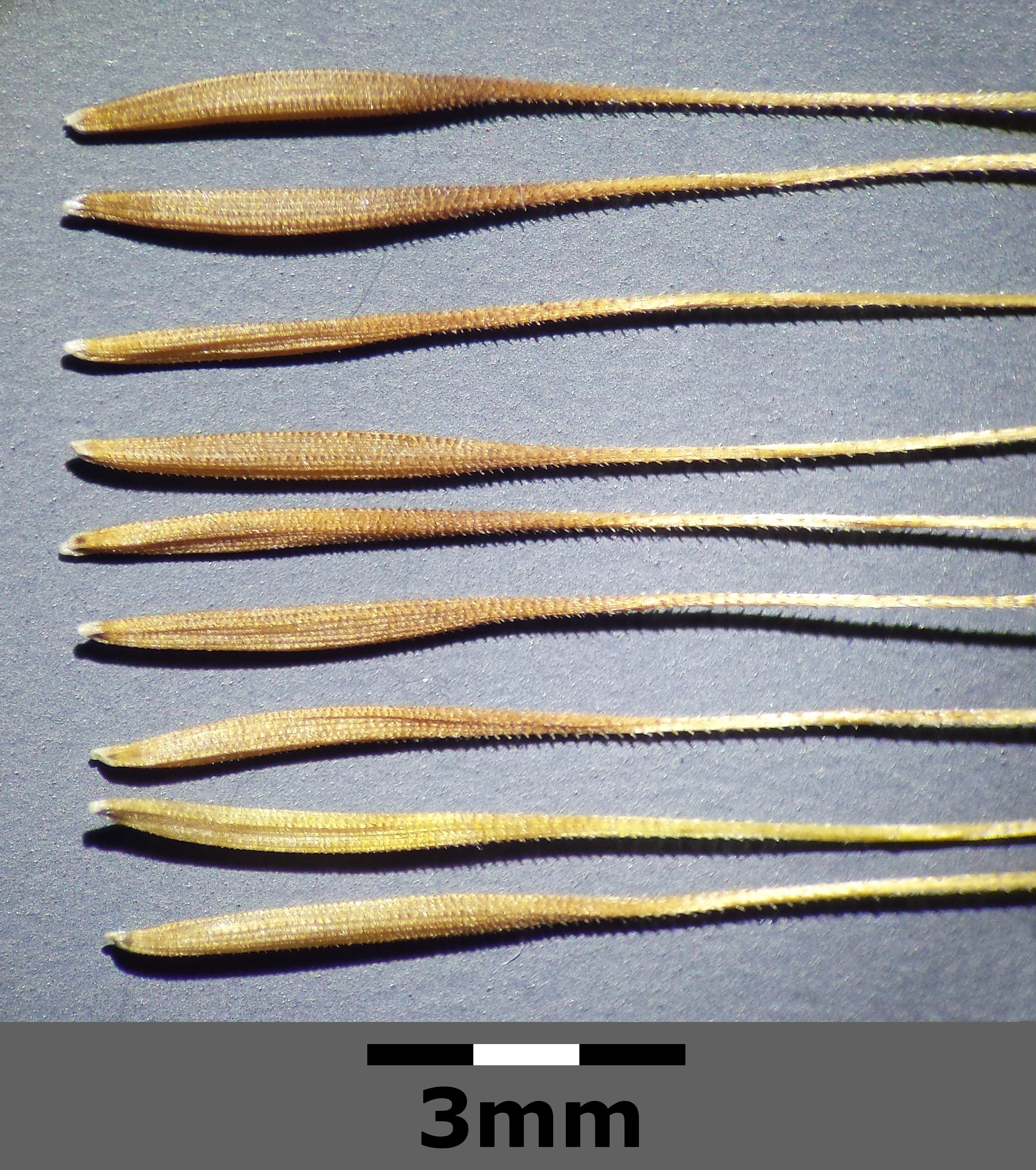
Achänen

Die Blühzeit reicht in Mitteleuropa von Juni bis Mitte Oktober. In einem Gesamtblütenstand stehen meist mehrere bis viele korbförmige Teilblütenstände zusammen, die im knospigen Zustand nicken. Die Blütenkörbe weisen einen Durchmesser von 30 bis 35 Millimetern auf. Die Hülle besitzt meist keine oder nur wenige Drüsenhaare. Die äußeren Hüllblätter sind 1 bis 1,5 Millimeter breit und erreichen bis zu 2/3 der Länge der inneren. Der Korbboden ist behaart.
In den Blütenkörben sind ausschließlich gelbe Zungenblüten mit ebenfalls gelben Griffeln vorhanden. Während die inneren Achänen 10 bis 13 Millimeter lang sind und einen langen, fast haarförmigen Schnabel aufweisen, sind die äußeren Achänen nur 5 bis 7 Millimeter lang und mit einem kürzeren und kräftigeren Schnabel versehen. Der Pappus ist reinweiß.
Die Chromosomenzahl beträgt 2n = 10.

## Ökologie
Beim Klatschmohn-Stink-Pippau handelt es sich um einen Therophyten bis Hemikryptophyten.

## Vorkommen und Gefährdung
Der Klatschmohn-Stink-Pippau ist in Mittel-, Ost- und Südosteuropa, Frankreich, Westasien, im Kaukasus und Turkmenistan heimisch. Im deutschsprachigen Raum ist der Klatschmohn-Stink-Pippau nur in Österreich indigen, in Deutschland tritt er als Neubürger auf, in der Schweiz nur unbeständig.
In Österreich tritt der Klatschmohn-Stink-Pippau im pannonischen Gebiet häufig, sonst nur selten auf mäßig trockenen Ruderalflächen wie Erdaufrissen, Schottergruben, Wegrändern, Verladeplätzen und Bahnschotter in der collinen Höhenstufe auf. Die beständigen Vorkommen beschränken sich auf die Bundesländer Wien, Niederösterreich und das Burgenland, die unbeständigen auf Oberösterreich, die Steiermark, Kärnten und Salzburg. In Tirol sind einstmalige unbeständige Vorkommen wieder ausgestorben, im nördlichen und südöstlichen Alpenvorland gilt der Klatschmohn-Stink-Pippau als gefährdet.
Der Klatschmohn-Stink-Pippau ist kalkliebend.

## Systematik
Bei der Art Stink-Pippau (Crepis foetida L.) können mehrere Unterarten unterschieden werden:
- Crepis foetida subsp. foetida
- Crepis foetida subsp. glandulosa (C. Presl) Arcang.: Sie kommt in Spanien, Italien, Sardinien, Sizilien, in der Schweiz, Griechenland, Kreta, in der Türkei, Syrien und im Libanon vor.[4]
- Crepis foetida subsp. rhoeadifolia (M. Bieb.) Čelak.
- Crepis foetida subsp. sitiaca Rech. f.: Sie kommt nur in Kreta vor.[4]